# 铁拳4
《铁拳4》是一款由南梦宫公司制作的格斗类游戏。本游戏先于2001年7月在街机上发行。之后于2002年3月在PlayStation 2上发行。
本游戏为铁拳系列主系列第5作。相对前作，本游戏在玩法上有着较大的变化。
Game Rankings给与本游戏81.35%的分数。